# Christian Vieri
Christian Vieri (Bolonya, Itàlia, 12 de juliol de 1973) és un exfutbolista italià que jugava habitualment a la posició de davanter centre. Malgrat anunciar la seva retirada pel 2009, l'any 2010 jugà a les files del Botafogo Futebol Clube. Ha estat nomenat futbolista italià de l'any els anys 1999 i 2002.

## Trajectòria
Vieri donà els seus primers passos futbolístics a Austràlia, on havia emigrat amb la seva família de ben petit. El seu primer club fou el Marconi Stallions FC.
Vieri començà la seva carrera professional la temporada 1991-92 amb el Torino Football Club, equip amb el qual disputà 7 partits i anotà 1 gol. Posteriorment jugà 3 temporades a la Serie B defensant els colors de l'AC Pisa, el Ravenna Calcio i la SSC Venezia.
L'any 1995 retorna a un equip de la Serie A, l'Atalanta BC, amb el qual disputà 19 partits i anotà 7 gols, una bona actuació que li permeté fitxar a la temporada següent per la Juventus de Torí, on anotà 20 gols en 23 partits i aconseguí guanyar la Lliga italiana de futbol, la Supercoppa Italia, així com la Copa Intercontinental enfront del River Plate i la Superecopa d'Europa enfront del Paris Saint-Germain FC.
Malgrat la bona temporada al FC Juventus, la temporada següent fitxa per l'Atlètic de Madrid, on després de marcar 24 gols en 24 partits guanya el Trofeu Pichichi com a màxim realitzador del campionat. La temporada següent fitxa per la SS Lazio, on guanya la Recopa d'Europa i la Supercoppa Italia.
L'any 1999 fou transferit a l'Inter de Milà, on jugaria durant 6 temporades, marcant 103 gols en 144 partits, guanyant el Capocannoniere l'any 2003 com a màxim realitzador del campionat. A més a més, a les files de l'equip interista conquistà la Coppa Italia i la Supercoppa Italia de 2005.
La temporada 2005-06 fitxa per l'altre equip de la ciutat, l'AC Milà, on juga breument fins al mercat hivernal, quan decideix marxar a l'AS Mònaco pel que restava de temporada. L'any següent retorna a Itàlia, novament a les files de l'Atalanta BC, on jugà una temporada abans de jugar-ne una altra a la Fiorentina per retornar novament a l'Atalanta BC, on anuncià la seva retirada, si bé finalment se'n desdí i fitxà per disputar el Campionat Paulista amb el Botafogo FC.
Christian Vieri ha disputat 49 partits amb la selecció italiana de futbol, en els quals ha marcat 23 gols. A més a més, també disputà 22 partits amb la Selecció italiana de futbol sub-21, amb la qual guanyà el Campionat d'Europa de Futbol sub-21 de la UEFA de 1994.

## Palmarès
- 1 Campionat d'Europa sub-21 de seleccions: 1994 (Itàlia)
- 1 Copa Intercontinental: 1996 (Juventus)
- 1 Recopa d'Europa: 1999 (Lazio)
- 1 Supercopa d'Europa: 1996 (Juventus)
- 1 Lliga italiana: 1996-97 (Juventus)
- 1 Coppa Italia: 2005 (Internazionale)
- 3 Supercoppa Italia: 1997 (Juventus), 1998 (Lazio) i 2005 (Internazionale)
- 1 Trofeu Pichichi: 1998 (At. Madrid)
- 1 Capocannoniere: 2003 (Internazionale)
- 2 Futbolista italià de l'any: 1999 (Lazio) i 2002 (Internazionale)